# USS James K. Polk (SSN-645)
USS James K. Polk (SSBN-645) / (SSN-645) – amerykański okręt podwodny o napędzie atomowym typu Benjamin Franklin, który w trakcie służby w amerykańskiej marynarce wojennej stanowił pierwotnie część systemu odstraszania nuklearnego, po zakończeniu zaś służby w siłach strategicznych, został przekształcony w okręt wielozadaniowy (SSN) służący do transportu oddziałów sił specjalnych